# Renfrew
Renfrew (in gaelico scozzese: Rinn Friù); 17,66 km²) è un vecchio burgh di circa 21.000-22.000 abitanti della Scozia sud-occidentale, facente parte dell'area amministrativa del Renfrewshire (a cui ha dato il nome) e situata lungo il corso meridionale del fiume Clyde.

## Geografia fisica
Renfrew si trova tra Glasgow e Paisley (rispettivamente a circa 5 miglia ad ovest della prima e a circa 3 miglia a nord-est della seconda)

## Società

### Evoluzione demografica
Al censimento del 2011, Renfrew contava una popolazione pari a 21.854 abitanti.
La località ha conosciuto un incremento demografico rispetto al 2001, quando contava 20.251 abitanti; nel 1991, contava invece 20.764 abitanti.

## Storia
Renfrew è nota come un royal burgh già nel 1141..

## Monumenti e luoghi d'interesse

### Royal Stewart Castle
Tra i principali monumenti di Renfrew, figurano le rovine del Royal Stewart Castle, un castello risalente al XII secolo.

### Chiesa parrocchiale
Altro edificio storico è la chiesa parrocchiale, risalente al XV secolo.

### Municipio
Altro edificio d'interesse è poi il municipio, risalente al XIX secolo.

## Infrastrutture e trasporti
Dagli anni venti del XIX secolo, la località è collegata via traghetto con la località di Yoker, che si affaccia sulla sponda opposta del fiume Clyde.

## Sport
- La squadra di calcio locale è il Renfrew Football Club[5]